# Menofilia
La menofilia o menstruofilia è una parafilia consistente nell'eccitazione sessuale nei confronti delle donne nel loro periodo mestruale.

## Caratteristiche
L'attenzione si rivolge anche ad oggetti che tendono a mostrare o apparire connessi con questo processo fisiologico femminile, ossia assorbenti igienici, lenzuola macchiate o mutande. Nelle forme psichiatricamente rilevanti l'orgasmo è possibile solamente in presenza delle mestruazioni della partner. A volte però il piacere può essere stimolato anche dall'immaginarsi il mestruo della donna desiderata, e in particolare il suo odore e il suo sapore.
In alcuni saggi la menofilia viene avvicinata a livello psicologico al cannibalismo. Altri psicologi invece la accostano alla coprofilia, ai rapporti sessuali nel fango e in generale all'associazione tra il sesso e la sporcizia.

## Nella cultura di massa
Nel 2010 esordì in Indonesia il ciclo di film dell'orrore Hantu Puncak Datang Bulan ("Il ciclo mestruale del fantasma di Puncak") del regista  Steady Rimba, un'opera dai contenuti sessuali piuttosto espliciti e che dava notevole spazio alla menofilia. e che fu per questo denigrata e boicottata dagli islamisti radicali.
Anche nel romanzo 50 sfumature di grigio è presente una scena riconducibile alla menofilia, quando il protagonista beve una infusione fatta con un assorbente preso alla sua amante mentre questa era nel periodo mestruale. La scena non è stata inclusa nel film tratto dal libro nel 2015.